# Geophagus altifrons
A Geophagus altifrons a sugarasúszójú halak (Actinopterygii) osztályának sügéralakúak (Perciformes) rendjébe, ezen belül a bölcsőszájúhal-félék (Cichlidae) családjába tartozó faj.
A Geophagus csontoshal-nem típusfaja.

## Előfordulása
A Geophagus altifrons előfordulási területe a dél-amerikai Amazonas folyóban van. Brazília egyik endemikus hala.

## Megjelenése
A kifejlett példány legfeljebb 22,5 centiméteresre nő meg.

## Életmódja
Trópusi és édesvízi halfaj, mely főleg a meder fenék közelében tartózkodik.

## Felhasználása
Habár emberi fogyasztásra alkalmas, ezt a bölcsőszájúhalat főleg az akváriumok számára fogják ki.

## Források

Néhány példány egy angliai akváriumban